# Eleccions generals de Guinea Equatorial de 2004
Les eleccions generals de Guinea Equatorial de 2004 van tenir lloc el 25 d'abril de 2004. Foren guanyades pel Partit Democràtic de Guinea Equatorial del President Teodoro Obiang Nguema Mbasogo, qui va obtenir 68 dels 100 escons de la Cambra dels Representants del Poble.

## Results
| Eleccions generals de Guinea Equatorial. 2004                          | Eleccions generals de Guinea Equatorial. 2004 | Eleccions generals de Guinea Equatorial. 2004 | Eleccions generals de Guinea Equatorial. 2004 |
| Partits                                                                | Vots                                          | %                                             | Escons                                        |
| ---------------------------------------------------------------------- | --------------------------------------------- | --------------------------------------------- | --------------------------------------------- |
| Partit Democràtic de Guinea Equatorial                                 | 99.892                                        | 49,4                                          | 68                                            |
| Oposició Democràtica en aliança amb PGDE                               | 85.822                                        | 42,4                                          | 30                                            |
| Convergència per a la Democràcia Social                                | 12.202                                        | 6,0                                           | 2                                             |
| Altres                                                                 | 4.353                                         | 2,1                                           | 0                                             |
| Total (participació 96%) (boicotejada per la major part de l'oposició) | 202.269                                       |                                               | 100                                           |
| Font: Eleccions africanes                                              |                                               |                                               |                                               |